# ザカリア・パリアシュヴィリ

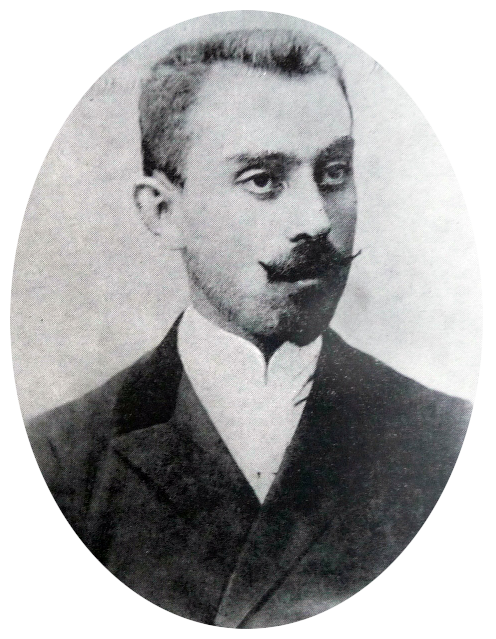
ザカリア・パリアシュヴィリ

ザカリア・パリアシュヴィリ（ზაქარია ფალიაშვილი / Zakharia Paliashvili, 1871年8月16日 クタイシ - 1933年10月6日 トビリシ）は、グルジア国民楽派を開拓した作曲家。一般には、ザハリー（・ピェトロヴィチュ）・パリアシュヴィリ（Захарий Петрович Палиашвили）というロシア名でも知られている。 
グルジアで発行されている2ラリ紙幣に肖像が使用されている。

## 略歴
少年時代に、地元のカトリックの聖マリア教会において、聖歌隊員として歌う傍ら、オルガン演奏を学ぶ。音楽の手ほどきを、後に指揮者となった兄イワンから受ける。1887年にトビリシに移り、やはりカトリックの聖マリア被昇天教会の聖歌隊に加わり、ついには同地の音楽学校に入ってフレンチホルンと作曲を学んだ。
1900年から1903年までモスクワ音楽院にてセルゲイ・タネーエフに作曲を師事。帰国してすぐ、民謡を蒐集し、グルジア・フィルハーモニー協会の創立者に名を連ね、トビリシ音楽院の院長に就任するなど、グルジアの国民楽派の発展に大きな役割を果たした。
パリアシュヴィリは、《民謡主題によるグルジア組曲》などの管弦楽曲を作曲したが、おそらく歌曲や合唱曲の作曲家としてとりわけ名を残している。また、《アブサロムとエテリ》《薄暮》などの歌劇も手懸けた。グルジア国歌の作曲者でもある。
正教会の聖歌も作曲しており、聖金口イオアン聖体礼儀の全曲を作曲している（歌唱は教会スラヴ語）。

## 参考資料
- 100 опер: история создания, сюжет, музыка. [100 Operas: History of Creation, Subject, Music.] Ленинград: Издательство "Музыка," 1968, p. 448